# Narcissus jacetanus
Narcissus jacetanus är en amaryllisväxtart som beskrevs av Francisco Javier Fernández Casas. Narcissus jacetanus ingår i släktet narcisser, och familjen amaryllisväxter.
Artens utbredningsområde är Spanien.

## Underarter
Arten delas in i följande underarter:
- N. j. jacetanus
- N. j. vasconicus